# Ljubomir Kraus
Ljubomir Kraus (Zagvozd, ? - Pula, 11. svibnja 1918.), bio je austro-ugarski mornar pred prijekim sudom osuđen na smrt i strijeljan zbog pokušaja dezertiranja i bijega ka saveznicima zajedno s Františekom Kouckým.

## Život
O njegovu životu nema puno podataka. Zapisano je da je bio mehaničar rodom iz Zagvozda i da je služio na torpiljaci Tb 80.

## Pobuna na torpednom čamcu
Raspoređen je na torpiljarku Tb 80 zajedno s Čehom Františekom Kouckým. Pod utjecajem Oktobarske revolucije i pobune mornara u Boki kotorskoj, 6. svibnja 1918. našli su se u mornarskoj krčmi u Puli kako bi skovali zavjeru. Plan je bio preuzeti kontrolu na torpiljarci od 250 tona, na kojoj su bili ukrcani zajedno s još 32 člana posade, koja je trebala sutradan zaploviti, te je usmjeriti prema Italiji i predati se saveznicima. Kako nisu bili dovoljno diskretni, njihov je razgovor načuo drugi češki mornar, rodom iz Češke Lipe. Osudivši njihove namjere, prijavio ih je nadređenima. Rano ujutro, prije nego što su mogli dati znak za dizanje sidra i plovidbu, na palubu je došla naoružana straža i uhitila Krausa i Kouckoga. Sudio im je sud zapovjedništva 2. divizije s broda Radetzkog. Osuđeni su na smrt strijeljanjem 10. svibnja 1918. Kazna je izvršena 11. svibnja u dvorištu mornaričkog zatvora u Puli od strane dva voda mornara, a bio je prisutan i vrhovni zapovjednik Austro-ugarske ratne mornarice, kontraadmiral Miklos Horthy, koji je održao strog i oštar govor.
Obojica su pokopani na mornaričkom groblju u Puli. Na njihovom nadgrobnom spomeniku je natpis na češkom i talijanskom jeziku.

## Ostalo
U Splitu je u doba socijalističke Jugoslavije jedna ulica nosila ime Ljubomira Krausa.

## Vanjske poveznice
- Grob Kouckýja i Krausa na mornaričkom groblju u Puli  Arhivirana inačica izvorne stranice od 4. ožujka 2016. (Wayback Machine)